# Amelie (galerie d'art)
Pour les articles homonymes, voir Amélie.
 (février 2025).

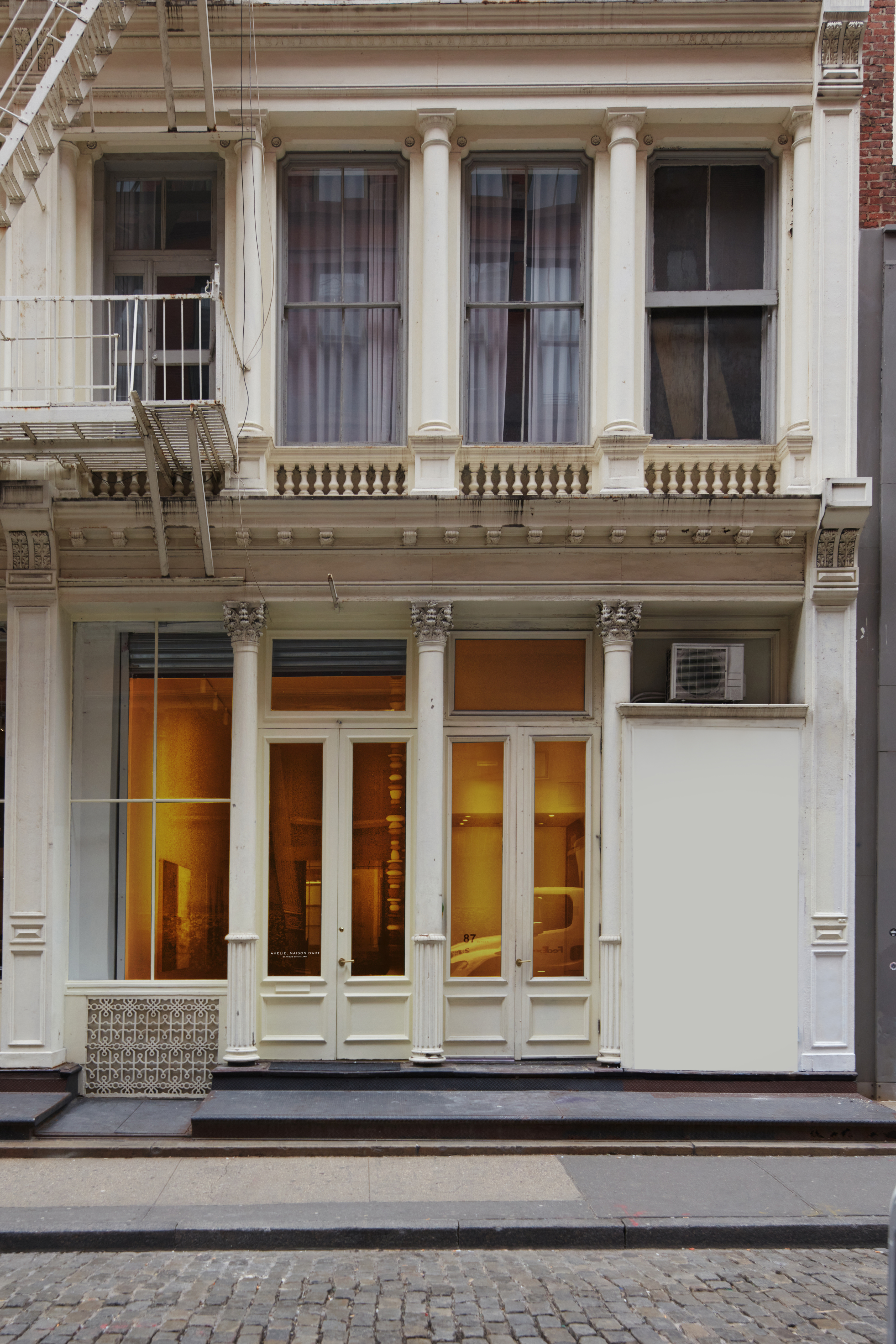
Amelie, Maison d'art à New York

Amelie du Chalard est une galerie d'art contemporain située à Paris et à New York, destinée à la promotion et à la diffusion d'artistes émergents et confirmés. Fondée par Amélie du Chalard, la galerie se distingue par sa démarche novatrice qui allie l'art à la vie quotidienne. Installée dans un espace aménagé comme un appartement, la galerie propose une expérience immersive où les œuvres sont intégrées dans un cadre domestique, permettant aux visiteurs de découvrir l'art dans un environnement chaleureux et convivial.
La galerie offre une programmation variée, allant des peintures aux sculptures, en passant les œuvres sur papier, la céramiques et la photographie. Elle soutient activement les jeunes artistes, tout en collaborant avec des talents établis de la scène artistique internationale. La galerie participe également à des foires d'art et organise des expositions temporaires pour enrichir l’expérience artistique de ses visiteurs.
En plus de son espace physique, la galerie a développé une plateforme en ligne, permettant une visibilité accrue de ses artistes auprès d’un public mondial.

## Historique
Fondée en 2015, le nom originel de la galerie était Zeuxis, avant de devenir Amelie, Maison d'art puis Amelie du Chalard. La première galerie s'installe au 8 rue Clauzel dans le 9e arrondissement de Paris, avant de déménager au 18 rue Séguier, dans le 6ème arrondissement en 2021. En 2024, Amelie, maison d'art ouvre une nouvelle galerie au 85-87 Mercer Street, 10012 à New York. Récemment, elle y a exposé les œuvres tissées de Sandrine Torredemer, connue sous le nom de La Filature, lors de l'exposition Corners of France.